# Almerinda de Carvalho
Almerinda Filgueiras de Carvalho (Campos dos Goytacazes, 17 de janeiro de 1952) é uma professora, pedagoga e política brasileira, que exerceu dois mandatos como deputada federal brasileira: entre 1999 e 2003 pelo PFL-RJ e reeleita em 2003 pelo PPB-RJ.

## Controvérsias
Em 2006, o nome de Almerinda de Carvalho foi mencionado no caso de fraudes da Planam.
Em 2013, ela foi denunciada pelo Ministério Público Federal do estado do Mato Grosso por um susporto envolvimento em desvio de recursos públicos que seriam utilizados na área de saúde (Escândalo dos sanguessugas). Mais de 1.000 Ambulância teriam sido compradas com superfaturamento de 30% a 50%, gerando um desvio de cerca de R$ 33 milhões.
Em 1 de abril de 2024, ela foi presa pela Polícia Federal, em São João de Meriti, na Baixada Fluminense. Atualmente, ela ocupava o cargo de secretária municipal de Assistência Social, Direitos Humanos e Igualdade Racial da mesma cidade. A prefeitura de São João de Meriti negou que soubesse das investigações sobre Almerinda e que ela assumiu o cargo em 2021.

## Vida pessoal
É casada com o advogado e político brasileiro nascido em Portugal Antônio de Carvalho.